# Хакские дворы

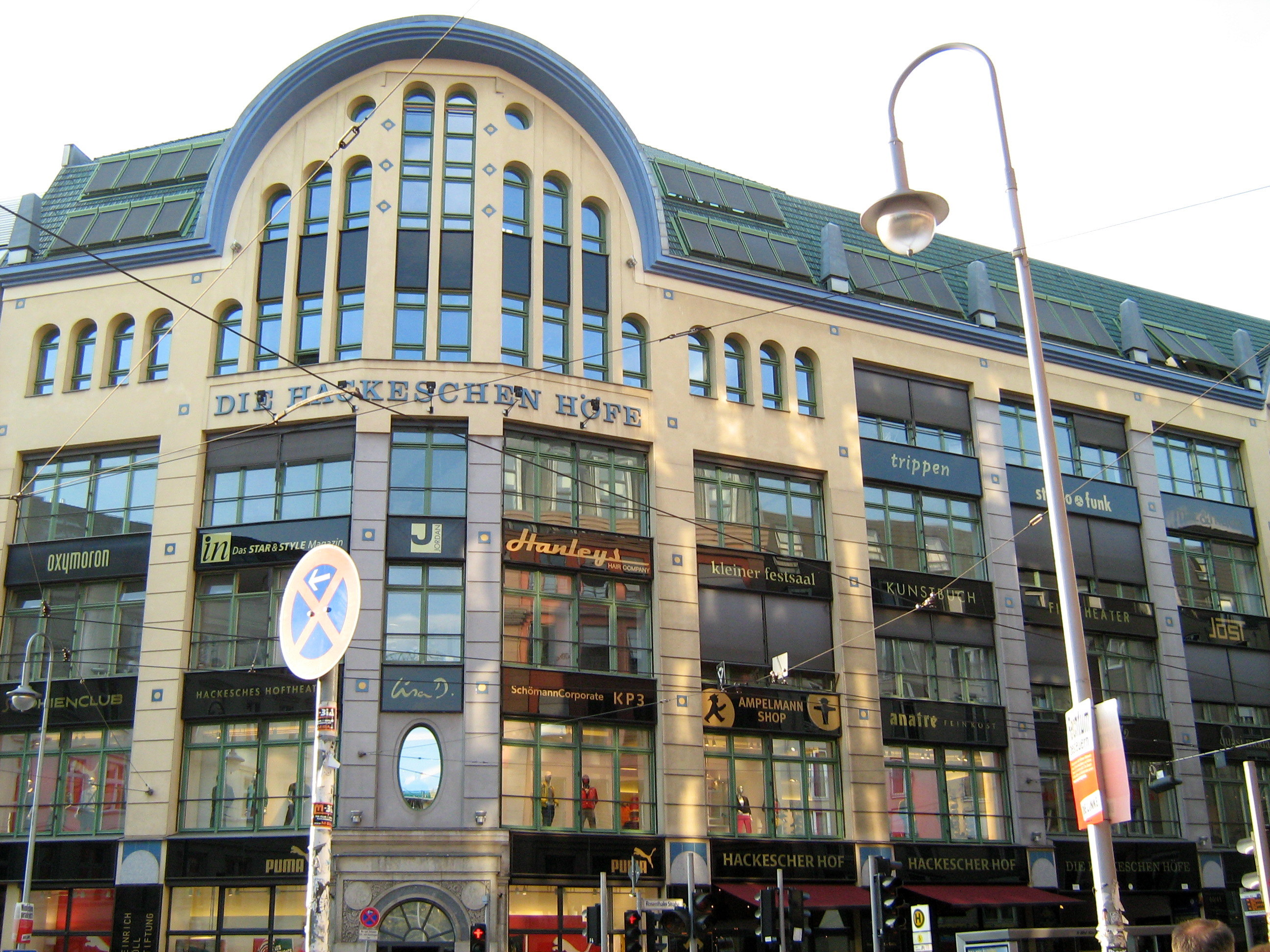
Хакские дворы. 2009

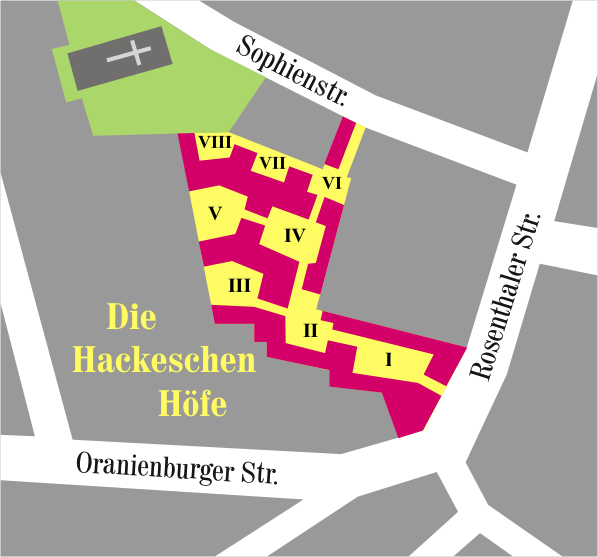
Проект застройки

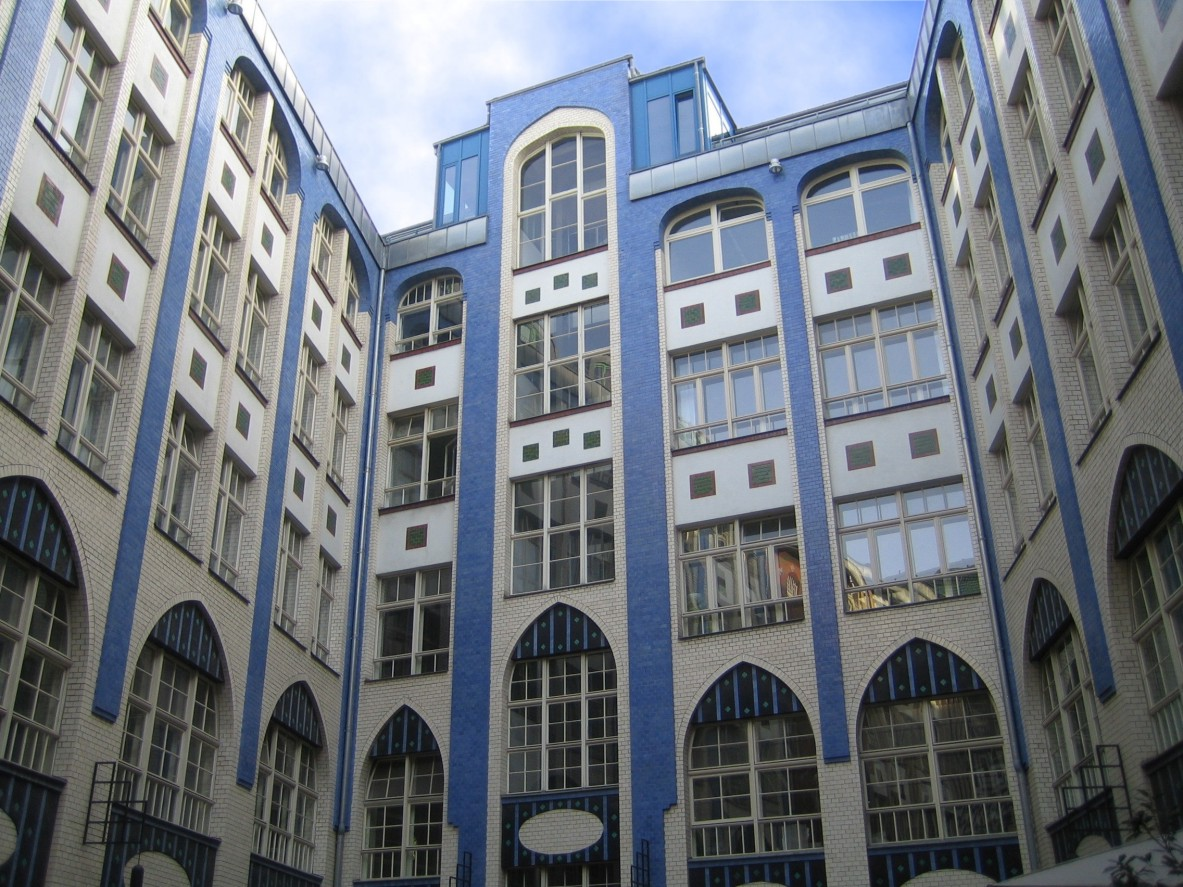
Фасад первого двора, восточная сторона

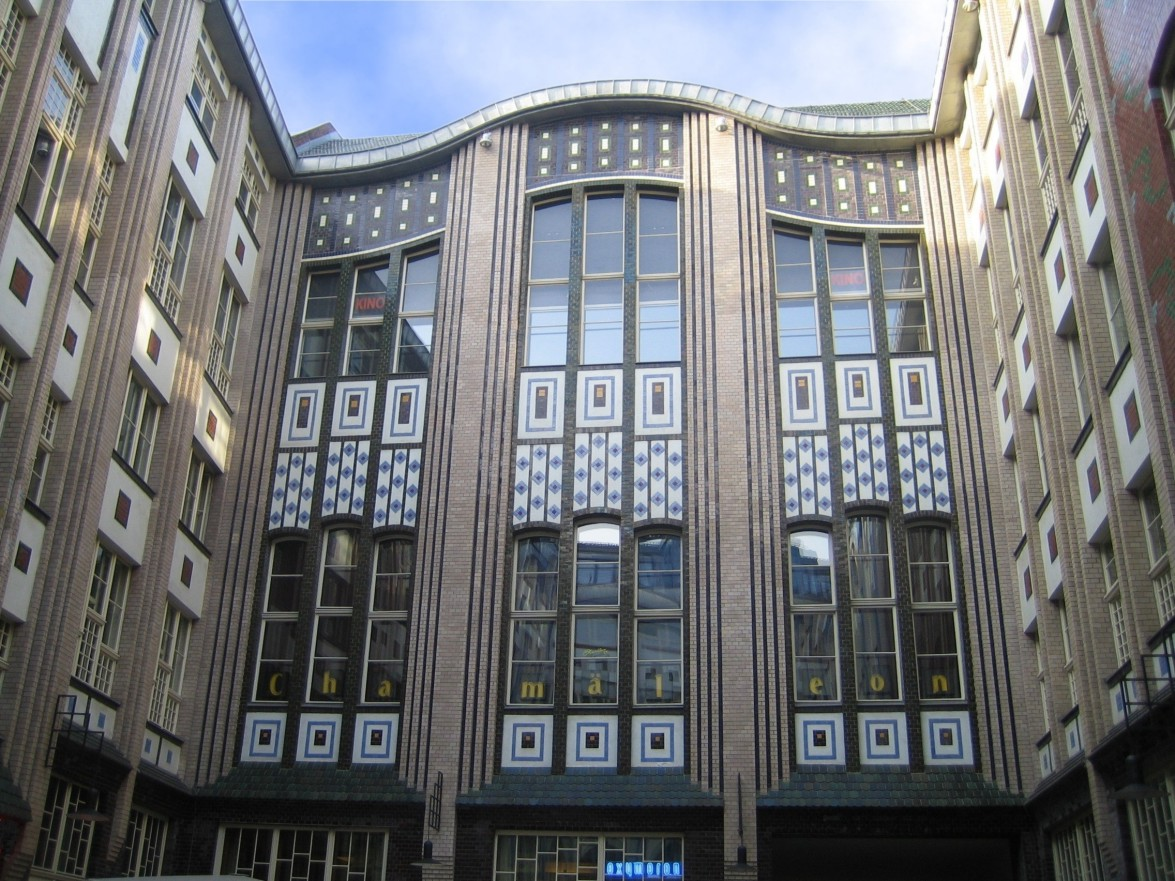
Фасад первого двора, западная сторона

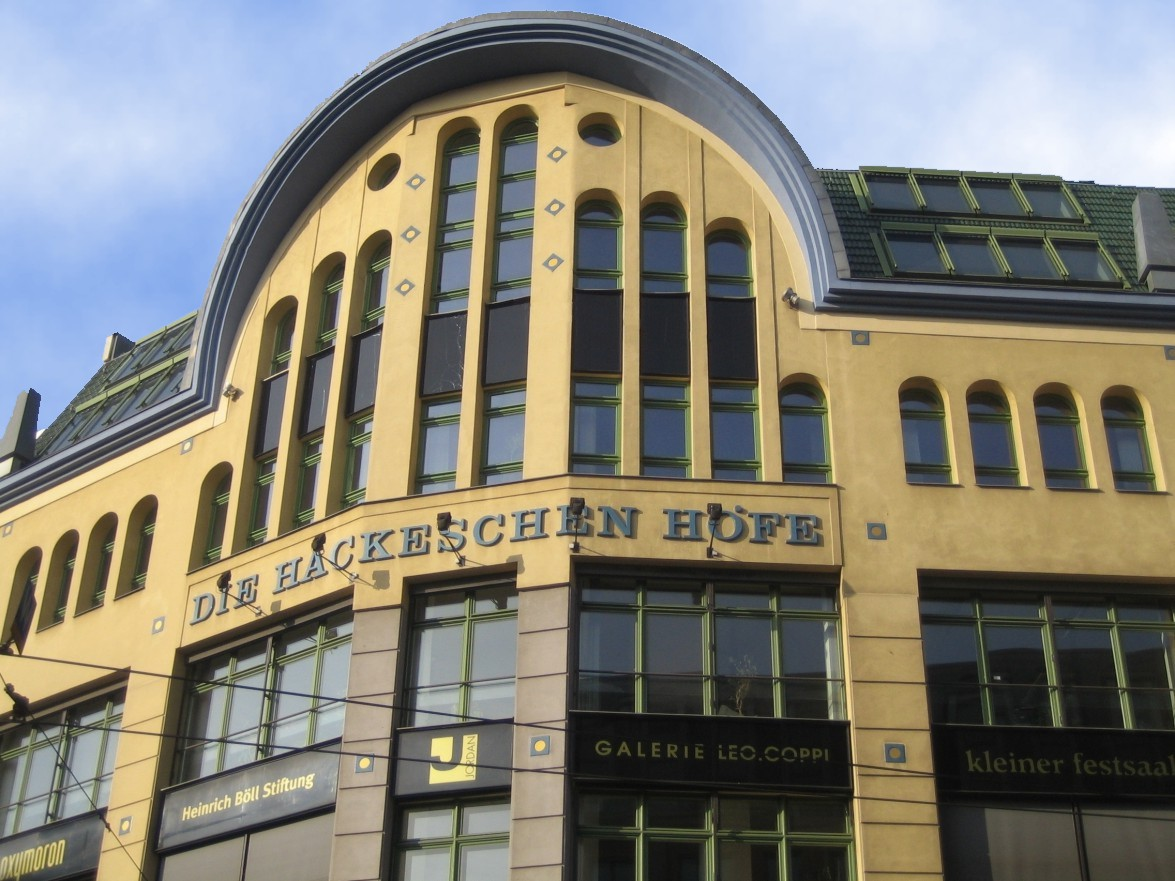
Деталь фасада. 2005

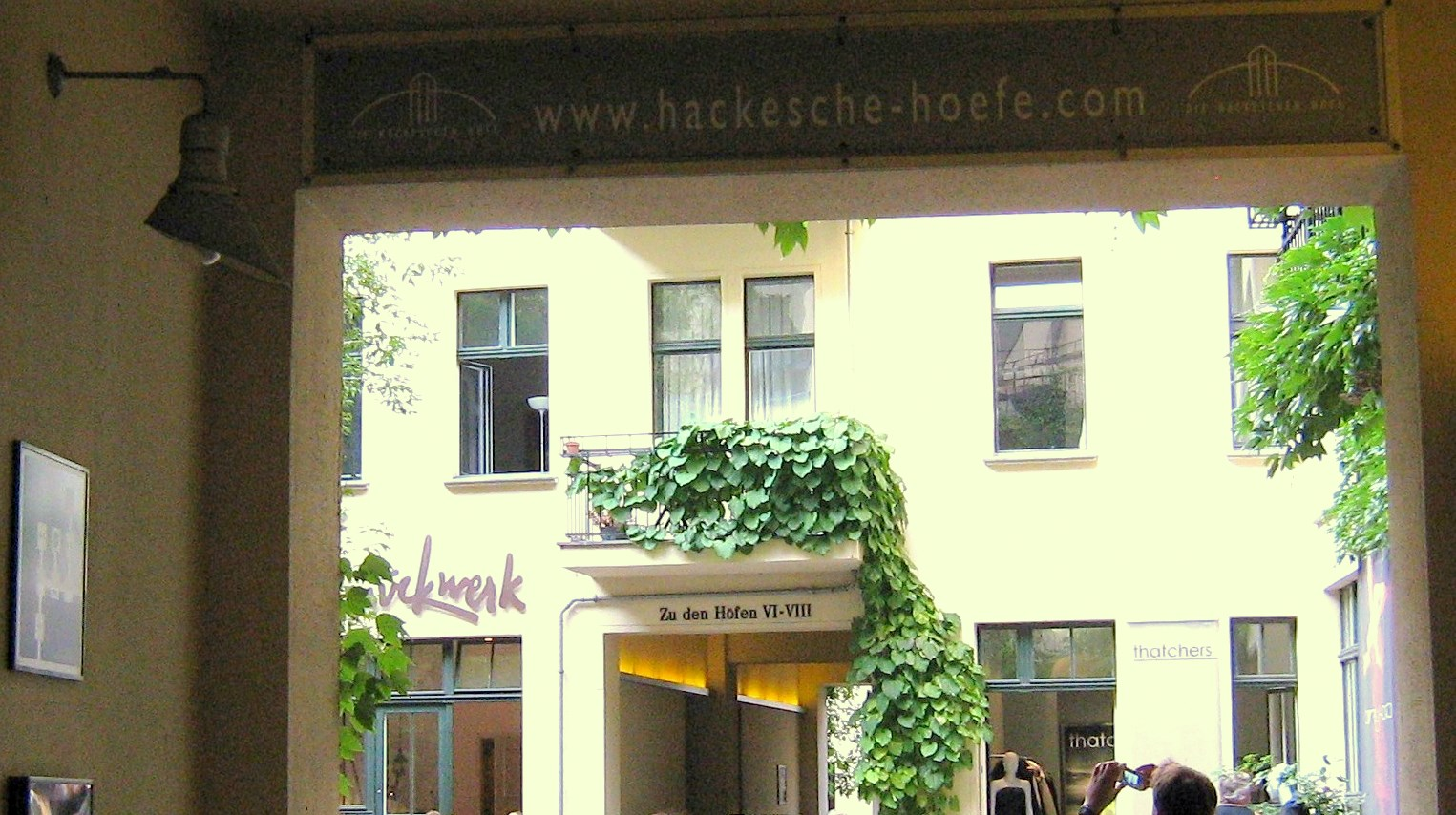
Проход в Хакские дворы

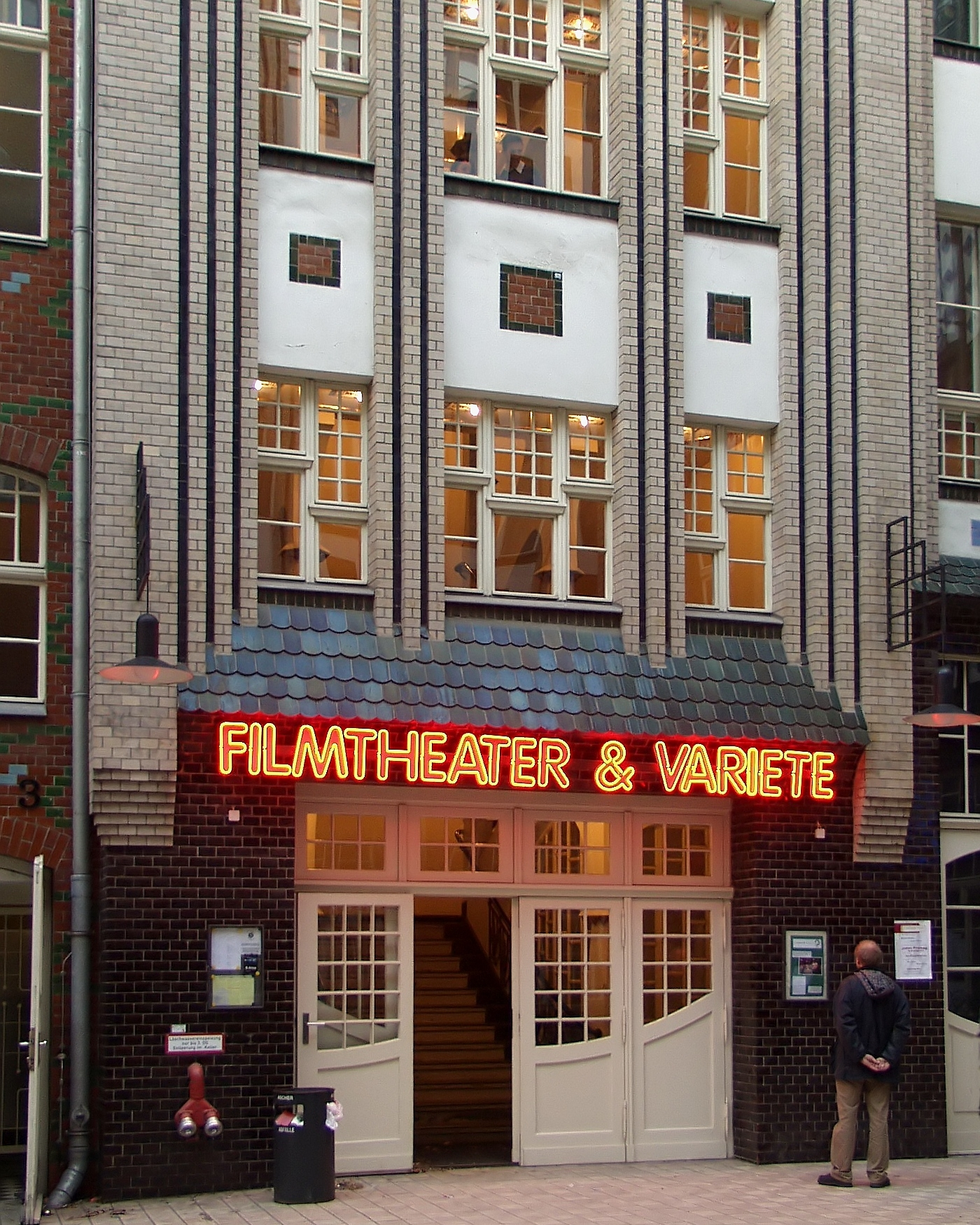
Вход в варьете «Хамелеон» и кинотеатр Programmkino в первом дворе

Хакские дворы (нем. Hackesche Höfe) в Шпандауском предместье в берлинском районе Митте — самый крупный архитектурный комплекс закрытых дворов в Германии. С 1972 года находятся под защитой государства как памятник архитектуры.

## Историческое окружение
В 1672 году в этом районе к северу от Шпрее было заложено еврейское кладбище. В том же году по указу курфюрста для борьбы с пожарами все хижины из сена и соломы были вынесены за пределы городской стены. На некогда пахотных землях появился новый городской район, ставший впоследствии известным как Шпандауское предместье.
В 1750 году Фридрих II поручил коменданту города графу Гансу Кристофу Фридриху фон Хакке провести застройку имевшихся в квартале свободных площадей. В результате появилась рыночная площадь, получившая имя графа, — Хаккешер-Маркт. В XIX веке перенаселённый квартал бедных хижин Шойненфиртель стал источником социальных проблем для городских властей. В остальной части Шпандауского предместья, где проживали преимущественно евреи, воцарились буржуазные порядки. Центром еврейской общины Берлина стала Новая синагога на Ораниенбургской улице, освящение которой состоялось в 1866 году.
В XVIII веке Шпандауское предместье стало центром текстильного производства, после того как здесь появились текстильные мануфактуры. В конце XIX века здесь на многочисленных фабриках и на дому производили готовую одежду и аксессуары. В 1906 году, когда были построены Хакские дворы, Берлин уже носил звание столицы готового платья.

## Строительство Хакских дворов
Комплекс дворов напротив Хакской площади открылся 23 сентября 1906 года. Восемь дворов между Розенталерштрассе и Софиенштрассе располагали площадью в 27 тысяч кв.м. на 40 промышленных предприятий, а также для учреждений культуры и жилья.
В результате объединения нескольких земельных владений между Розенталерштрассе и Софиенштрассе строительство крупнейшего в Германии комплекса промышленного и жилого назначения по проектам архитектора Курта Берндта, вдохновлённого идеями движения реформаторов жизни, развернулось на полезной площади в 9200 кв. м., к которой имелся доступ с обеих улиц. Главный вход в Хакские дворы находился в офисном и деловом здании на Розенталерштрассе 38. Поперечное здание в первом дворе проектировалось как зал для торжественных церемоний, во втором и третьем дворах находились фабричные постройки, в озеленённых внутренних блоках разместились квартиры с балконами. Всего было построено восемь дворов, функциональное сочленение которых на тот период времени было уникальным. Ещё совсем недавно Курт Берндт построил традиционный комплекс, в котором на улицу выходил доходный дом, к которому примыкал соответствующий жилой двор, а уже за ним ремесленные дворы.
Необычная концепция комплекса отличалась новизной и предусматривала культурное использование первого двора с соответствующими затратами. И здесь сказалось влияние движения реформаторов жизни, получившего известность на рубеже веков. В 1905 году в Берлине проживало два миллиона человек и он считался самым крупным городом доходных домов в мире, а туберкулёз называли «берлинской болезнью». Владельцы и архитектор на примере Хакских дворов хотели показать пример современного, более здорового способа жить и работать. Жилые дворы находились вдалеке от уличного шума внутри жилого блока и по возможности так, чтобы получать солнечный свет и кислород от близлежащих зелёных насаждений на старом еврейском кладбище и евангелическом кладбище при церкви Святой Софии. Интерьер дворов отличали обилие зелени, песочницы и многочисленные фонтаны. Около 80 квартир имели балконы, всё жильё было оснащено ванными, внутренними туалетами и центральным отоплением.

## Оформление
Оформление внутренних фасадов дворов было поручено берлинскому архитектору и дизайнеру Августу Энделю. Его предшествующее творчество относили к югендстилю, хотя сам художник хотел сделать нечто иное. Предположительно поэтому Энделю не был доверен дизайн внешних фасадов, ведь югендстиль не соответствовал господствовавшим в то время в Берлине вкусам, сформировавшимся под влиянием эстетических предпочтений императорского дома. Поэтому, отвечая всем требованиям вильгельминистского эклектизма, фасад Хакских дворов, выходящий на улицу, перегружен смешением разных стилистических форм, с необарочными крышами, египетскими обелисками и античными скульптурами.
Совсем иной художественный язык использован в зонах, оформленных Энделем, знакомым с философией, психологией и проблемами восприятия. Он стремился воплотить свои теоретические познания в архитектуре и художественном ремесле. В своих трудах он высказывался против эклектики. Созданные им архитектурные работы и интерьеры были призваны передавать движение. За счёт форм, размеров и размещения окон при помощи цветного глазурованного кирпича Эндель создал в первом дворе два разных фасада, которые придали ему вид небольшой площади, со всех сторон окружённой домами. На восточной стороне господствует белый и голубой цвет и мавританские мотивы, а западная сторона, выдержанная преимущественно в коричневых тонах, напоминает очень модные в то время здания торгового дома «Вертхайм» работы Альфреда Месселя.
Идея движущегося пространства прослеживается и во внутренних помещениях. До настоящего времени сохранились лишь лестничные клетки в левом боковом флигеле, а также вестибюль правого бокового флигеля и праздничный зал в один этаж на втором этаже поперечного здания.
В торжественных залах первоначально отмечались семейные торжества, общественные праздники и юбилеи компаний, тем самым залы взяли на себя важную функцию места встреч и общения жителей окружающего квартала. Офисные и ремесленные помещения использовались по-разному: как филиал банка, производство мужской готовой одежды, перчаток, изделий из меха, музыкальных инструментов, металлических изделий, офисной мебели, оптовых продаж муки, кофе и кормов. Некоторое время здесь обитали Еврейский женский союз и еврейская студенческая столовая.
Перемены начались уже в 1920-е годы. Под гнётом экономических проблем, возникших после Первой мировой войны многие компании выехали из Хакских дворов, а культурная и общественная деятельность полностью замерла. До конца Второй мировой войны часть помещений Хакских дворов использовалась торговым домом DeFaKa.

## Реконструкция
Эпоху построения социализма Хакские дворы провели в забвении. Уличный фасад был утрачен в 1960-е годы. Тем не менее в 1950 году арендаторам удалось предотвратить полное уничтожение фасадов первого двора.
В 1951 году, вскоре после образования Германской Демократической Республики Хакские дворы были национализированы и в 1977 году переданы под защиту государства. В 1993 году комплекс был передан наследникам прежнего владельца и в 1994 году продан западногерманскому предпринимателю. Реставрационные работы с большим бюджетом были завершены в 1997 году.
Жилые дворы для обеспечения ночной тишины закрываются на ночь. Бывшие фабричные цеха были переоборудованы под офисные помещения, которые в основной массе сданы представителям творческих профессий — архитекторам, интернет-дизайнерам, PR-агентствам. Небольшие магазинчики предлагают дизайнерскую продукцию, изготавливаемую в Хакских дворах. Работают гастрономические заведения, учреждения культуры.
Восстановленные Хакские дворы стали самой дорогостоящей недвижимостью в Берлине и стали одной из достопримечательностей германской столицы.